# Смиљана Мандукић
Смиљана Мандукић (Беч, 16. јун 1908 — Београд, мај 1992) била је српска и југословенска играчица, педагог и кореограф модерног балета. Најпознатија је по модерној игри, коју је практично увела на велика врата у Србију. Била је бескомпромисни борац за преиспитивање теорије и праксе извођачке уметности.

## Детињство
Рођена је у Бечу. Са две године остала је без мајке, а касније су умрле и маћехе које су је одгајале, тако да је детињство провела у Вршцу, код тетке. Пошто јој је отац стално живео у Бечу тамо је завршила средњу школу. Француски језик је усавршавала у једном женском пансиону у околини Париза, а балет је сасвим случајно ушао у њен живот.
Лета 1923. године у Вршцу је упознала уметничку игру на часовима класичног балета, које је водила Олга Шматкова, солисткиња београдског балета.
Није се задржала на класичном балету, иако је на завршном концерту имала велики успех, па је њен отац уз доста отпора пристао да се „балетска звездица” упише у тада најбољу балетску школу у Бечу, коју је тада водила бивша примабалерина бечке опере Цецилија Чери.
Међутим, убрзо јој је досадило да вежба исте покрете и безброј пута их понавља, па после три године напушта класичан балет. Случајно долази на час професорке ритмике и модерног балета Гертруде Боденвизери и постаје студент бечке Академије за извођачку уметност, где сем играчких часова Боденвизерове, похађа и плесне вежбе слободног смера Грете Визентал, следбенице Изадоре Данкан, и акробацију код Еди Полца.
Упознаје се и са истраживањима Лабана и Далкроза, као и игром Елинор Тордис.
Још за време студија давала је солистичке плесне концерте у Бечу, Грацу, Тулну као и пред својом публиком у Вршцу 1927. године. По тадашњој моди, а и због строгости оца, узела је уметничко име „Беба Бе”.

## Каријера
Прва представа у Београду и Смиљанин играчки деби био је 1928. године у концертној Сали „Луксор”, уз пратњу диригента Ловра Матачића. Играла је кратко и у Народном позоришту у Београду, али тада је београдски балет био веома добар захваљујући руском балеринама, а играчких улога које би одговарале Смиљанином плесном образовању није било.
После напуштања професионалне балетске сцене 1931. године добија диплому бечке Академије и од Министарства просвете у Београду добија дозволу за отварање сопствене школе за ритмику и пластичне игре. По угледу на бечки радио 1939. сваког јутра, емитује часове гимнастике на Радио Београду, који су били веома популарни. Исте године је одржала и свој први јавни час, а када је припремала други, избио је рат и фашистичке бомбе су уништиле њен стан и студио, у бомбардовању Београда априла 1941. године.
Своју педагошку делатност, Смиљана је наставила на Музичкој академији до 1946. године, предајући ритмику, односно сценске кретње на драмском одсеку. Од 1947. до 1949. године предаје на филмској школи, а након тога, заједно са балетским педагозима Нином Кирсановом, Радмилом Цајић, Милетом Јовановићем, Олгом Грбић Торес, Соњом Дојчиновић и Даницом Живановић предаје у градској балетској школи „пластичне игре”, као педагог модерног балета (ритмике).
Године 1955, на препоруку Маге Магазиновић, зачетника модерног смера игре у Београду, прелази у КУД „Абрашевић”, где остварује веома вредне педагошке и кореографске резултате у раду са аматерима.

### Балетска групаБеоградски савремени балет Смиљане Мандукић
Смисао Сиљаниног уметничког стваралаштва био је да прати развој савремене музичке и балетске мисли која се непрестано мења, у складу са временом о коме сведочи. Из те неисцрпне уметничко-истраживачке потребе појавила се и њена самостална балетска група, попут оних познатих у свету, Београдски савремени балет Смиљане Мандукић, чијем је имену кумовао Бојан Ступица 1961. године. Група се наметнула као креативна препознатљива и једнинствена на овим просторима. Као уметници од имена и угледа, Центар за културу Врачар, обезбеђује јој само најнеопходније — салу. Осим љубави према игри ову групу повезује огроман ентузијазам. Све је на добровољној бази, како опремање наступа на концертима, тако и обезбеђење костима. Желела је да млади култивишу своје тело, што је основа сваког бављења балетском уметношћу. Како је Смиљана Мандукић приметила у својој књизи „Говор тела”: „… и велики Бежар почео је у фабричкој хали”.
Група Београдски савремени балет Смиљане Мандукић представљала је спој музичко-кореографског умећа саме Смиљане и младалачке енергије чланица, а неретко се догађало да се сваке године креће са новим играчима, ради смене генерација. Смиљана је иницирала и подстицала креативан рад аматера. Омиљеној „Гђи”, како су Смиљу из милошгте сви у групи из поштовања звали, многи композитори су посветили за извођење своје композиције. Својим радом и стваралаштвом Смиљана Мандукић баштини културу и традицију савремене игре у Србији.

## Уметници проистекли из педагошке радионице Смиљане Мандукић
- Нела Антоновић, оснивач „Мимарт”-а
- Сања Крсмановић Тасић, оснивач „Хлеб театра”
- Вера Обрадовић, редовна професорка на Факултету уметности Универзитета у Приштини са привременим седиштем у Косовској Митровици где на Катедри за глуму предаје Сценске игре и Кореодраму.
- Зорана Михелчић, кореограф плесне групе „Сјене” у Шибенику и оснивач плесног летњег фестивала у Шибенику
- Оливера Митровић Станојевић, вођа балетског студија „Адађо”
- Олга Вучковић, дугогодишња уредница међународне манифестације „Радост Европе” и педагог за модерну игру у балетском студију Дечијег културног центра (некадашњем Дому пионира)

## Кореографије
Стварајући низове покрета, Смиљана је у играчима проналазила завршетак своје идеје. У моментима надахнућа успевала је да са играчима — аматерима оствари кореографије које је и публика и критика повољно оценила. Међу првим кореографијама Смиљане Мандукић памти се „Бајка за децу” из 1956. године, на музику Душана Миладиновића и у режији Вукашина Ераковића, као и Григова свита „Пер Гинт”, изведена на Коларчевом Народном Универзитету у Београду.
Поред соло тачака и дуета, углавном лирских расположења („Анитрина игра”, „Елегија” Сергеја Рахмањинова, „Љубавна песма” Сантоса, „Креолска миса”, „Пољубац” на музику Аријела Рамиреза) Смиљана стилизује у живом ритму и модерне друштвене плесове, посебно Џез. Честа Смиљанина преокупација била је и драматичност људског страдања па је тако, инспирисана патњама заточеника у концентрационим логорима, настала и кореографија женске игре „Сенке”.
Смиљана је имала светле тренутке маште и одушевљења за често и не тако добре играче и успевала је да приређује целовечерње концерте у многим салама по Београду (домовима културе Студентски град, Веселин Маслеша, Стари град, Браћа Стаменковић, Врачар, театар Дадов), а најпознатији је био њен традиционални годишњи концерт у Атељеу 212. Од 1972. године сарађује са Музичком омладином, тако да даје концерте и по Србији.
Смиљана константно трага за новим изражајним формама у модерној игри, у њеним кореографијама тело играча постаје инструмент изузетне експресије и његовим својеврсним говором, кроз лагане прегибе визуелно допадљивим развијањем играчких линија, сугестивном плесу руку, исказују се филозофска размишљања о односу човека према стварном свету и свету његове маште, који се узајамно преплицу. Изузетна заслуга Смиљане Мандукић је и та што је многе партитуре композитора играчки уобличила.

### Савети које је Смиљана Мандукић оставила у аманет својим играчима
1. Уметност је задовољство, а не дужност, али је дужност сваког уметника да причини задовољство гледаоцу,
2. Један колектив може само онда добити значаја и угледа, ако га његови чланови цене,
3. Сваки појединац може радом и понашањем да допринесе угледу гупе или да га унизи,
4. За време пробе не треба гледати на сат, боље је то чинити пре пробе,
5. Лепо је о себи имати добро мишљење, али је још боље имати добру технику, јер се код игре техника види, а мишљење не,
6. У току рада није згодно напуштати салу, јер се услед тога губи време, контакт и наклоност кореографа,
7. Ни најлепши костим не чини играча, па ипак играч не може наступати без костима. Зато чувајте костиме и враћајте их на време,
8. Не треба сматрати за понижење редовно плаћање чланарине, само зато што је мала,
9. Уметност покрета, игра, садржи у себи вајарство, сликарство, поезију, музику. Савладати све то значи радити много,
10. Свака представа треба за извођача да буде доживљај и свака прилика треба да буде добра.[1]

## Споменице и признања
Удружење балетских уметника Србије, на иницијативу члана свог тадашњег Председништва Дубравке Малетић, подигло јој је спомен плочу у Београду, на Тргу Николе Пашића 12, на згради у којој је становала. Свечано откривање одржано је 26. септембра 2007. године.
Године 2011. као сећање на знамениту Смиљану Мандукић, исто удружење установило је „Награду Смиљана Мандукић” у области савремене игре, која се додељује за најбољу интерпретацију у области савремене уметничке игре.
Од 2017. године одржава се манифестација „Дани Смиљане Мандукић”, првобитно установљена као посвета њених ученица сећању и обележавању 25 година од њене смрти. Манифестација се одржава на разним позорницама у Београду, под уметничким вођством Сање Крсмановић Тасић и уз учешће Смиљаниних бивших играча и њихових ученика. Манифестацију је, као аутор пројекта, основала Сања Крсмановић Тасић, са основним циљем подсећања на живот и дело Смиљане Мандукић, на њену улогу и значај у етаблирању савремене игре код нас. Пројекат је намењен откривању и вредновању континуитета у домаћим ресурсима савремене извођачке уметности, посебно у домену савремене игре.

## Занимљивости
Ученица Смиљане Мандукић била и принцеза Јелисавета Карађорђевић.
Године 1957. њену пробу балетске секције у Абрашевићу посетио је чувени амерички кореограф Хосе Лимон. Уместо 15 минута планиране куртоазне посете, остао је један и по сат, а у књизи утисака остало је забележено: „Ово је више него одушевљење. Најлепше хвала за спремност да ми прикажете Ваш лепи рад, за који је потребно доста труда и љубави”.